# Klinikum Großhadern (stacja metra)
Klinikum Großhadern - stacja końcowa metra w Monachium, na linii U6. Stacja została otwarta 22 maja 1993.